# Фатьма Улвіє Султан
Фатьма́ Улвіє́ Султа́н (тур. Fatma Ulviye Sultan), також відома як Фатьма́ Улвіє́ Герміяноглу́ (тур. Fatma Ulviye Germiyanoğlu; 12 вересня 1892, Константинополь, Османська імперія — 25 січня 1967, Ізмір, Туреччина) — середня дочка останнього османського султана Мехмеда Вахідеддіна від першої дружини Еміне Назікеди Султан.

## Життєпис
Фатьма Улвіє народилася в палаці Ортакей 12 вересня 1892 року. Друге ім'я отримала на честь дочки Абдул-Гаміда II Улвіє Султан. По материнській лінії Фатьма належала до абхазького князівського роду Маршан.
Фатьма Улвіє була в шлюбі двічі. Першим її чоловіком став син останнього великого візира Ахмеда Тевфіка-паші, Ісмаїл Хакки Тевфік Бей. У цьому шлюбі 1917 року народила єдину дитину, Суаде Хюмейра Ханим. Шлюб закінчився розлученням. Другим чоловіком Фатьми Улвіє став син Зюльфюкара Ісмаїла-паші, Алі Хайдар Бей, який взяв прізвище Герміяноглу. Це ж прізвище взяла й Фатьма. Шлюб виявився бездітним.
Згідно з Законом № 431 від 3 березня 1924 року, Фатьма із сім'єю потрапила в списки депортації. Сім'я переїхала в Ніццу, потім у Єгипет.
Фатьма Улвіє Султан померла в Ізмірі незабаром після повернення на батьківщину. Похована на цвинтарі Ченгелькей.